# تيريز كولب
تيريز كولب (بالفرنسية: Marie-Thérèse Kolb)‏ هي ممثلة فرنسية، ولدت في 19 يناير 1856 في ألتكيرش في فرنسا، وتوفيت في 19 أغسطس 1935 في لوفالوا-بيري في فرنسا.

## وصلات خارجية
- تيريز كولب على موقع IMDb (الإنجليزية)
- تيريز كولب على موقع قاعدة بيانات الفيلم (الإنجليزية)
- تيريز كولب على موقع كينوبويسك (الروسية)